# 叶尔博加乔恩市镇
叶尔博加乔恩市镇（俄语：Ербогачёнское муниципальное образование）是俄罗斯联邦伊尔库茨克州卡坦加区所属的一个市镇。其下辖有6个居民点，行政中心为叶尔博加乔恩。据2016年统计，该市镇的人口为2127人。